# Heteroclitopus freyi
Heteroclitopus freyi är en skalbaggsart som beskrevs av Ferreira 1969. Heteroclitopus freyi ingår i släktet Heteroclitopus och familjen bladhorningar. Inga underarter finns listade i Catalogue of Life.